# Spaniocelyphus hangchowensis
Spaniocelyphus hangchowensis är en tvåvingeart som beskrevs av Ouchi 1939. Spaniocelyphus hangchowensis ingår i släktet Spaniocelyphus och familjen Celyphidae. Inga underarter finns listade i Catalogue of Life.